# Kaiser Wilhelm Denkmal (Porta Westfalica)

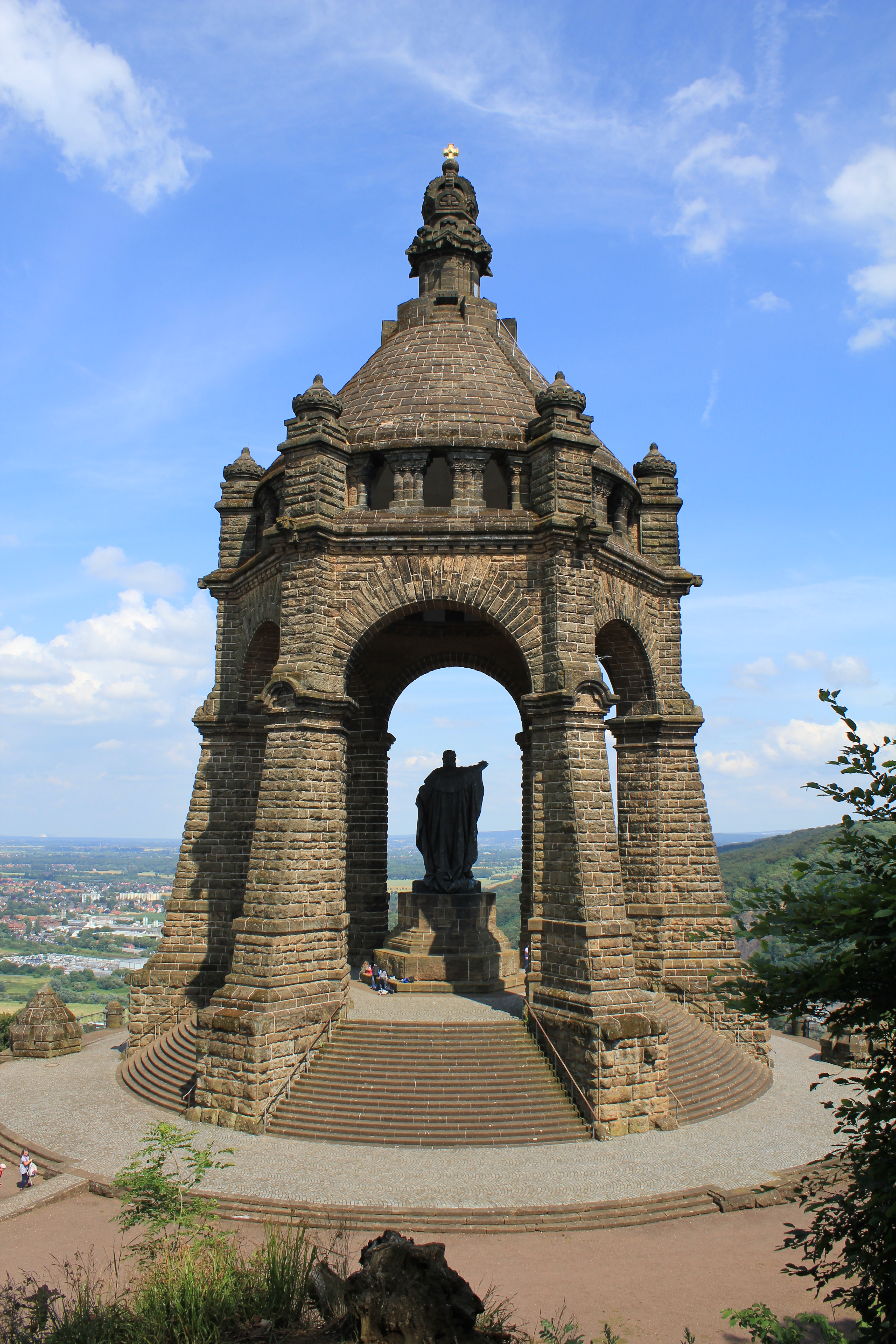
Het Kaiser Wilhelm Denkmal

Het Kaiser Wilhelm Denkmal is een monument in de Duitse deelstaat Noordrijn-Westfalen, ter ere van keizer Wilhelm I van Duitsland.
Het Denkmal ligt op de oostelijke flank van de Wittekindsberg, het oostelijke uiteinde van het Wiehengebergte bij de zogenaamde Poort van Westfalen (Porta Westfalica). Het werd gebouwd tussen 1892 en 1896 in de toenmalige Pruisische provincie Westfalen. Het bouwwerk is circa 88 meter hoog en is vanuit de wijde omtrek te zien. Het monument is te bezichtigen en van hieraf heeft men een goed uitzicht op de stad Porta Westfalica en de Noord-Duitse Laagvlakte.

## Geschiedenis
Na de dood van de keizer in 1888 verrezen overal in Pruisen herinneringsmonumenten. De Landdag van Westfalen besloot op 15 maart 1889 met een krappe meerderheid tot oprichting van een monument bij de Porta Westfalica. Als beeldhouwer werd Kaspar von Zumbusch gevraagd en voor het monument werd een ontwerpwedstrijd uitgeschreven. De jury, waartoe ook Von Zumbusch behoorde, koos uit 58 inzendingen het ontwerp van de Berlijnse architect Bruno Schmitz. De kosten voor het project werden geraamd op 800.000 goudmark. Hieronder vielen onder andere grondaankopen, de aanleg van een toegangsweg, 3.000 meter aan traptreden en 13.000 m3 aan metselwerk. De uiteindelijke kosten bedroegen 1 miljoen goudmark. Het bronzen beeld laat een Wilhelm I zien in het uniform van het Garde du corps met borstkuras en wapenrok, als zegevierend vorst met opgeheven rechterhand en getooid met een lauwerkrans. Het monument werd op 18 oktober 1896 officieel geopend in aanwezigheid van keizer Wilhelm II, keizerin Augusta Victoria en tussen de 15.000 en 20.000 andere belangstellenden.

### Tweede Wereldoorlog
In de Tweede Wereldoorlog bevond zich onder het monument een ondergrondse militaire productielocatie. Na de oorlog werd deze zogenaamde U-Verlagerung door de British Army of the Rhine opgeblazen. Er werd gevreesd voor instorting van het monument. Al eerder was het monument bij een artilleriebeschieting licht beschadigd geraakt. Het monument bleef uiteindelijk gespaard.

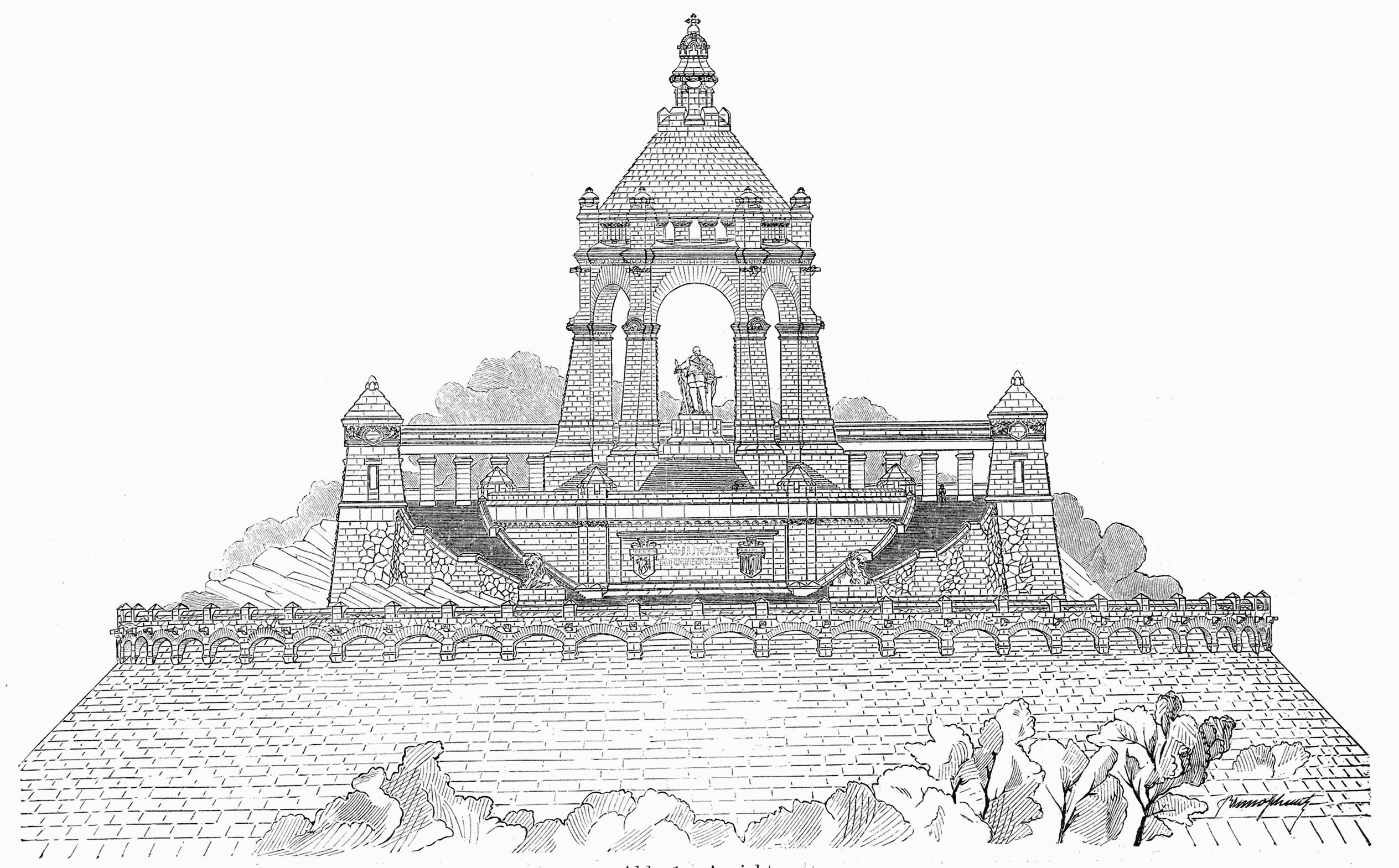
Tekening van architect Bruno Schmitz
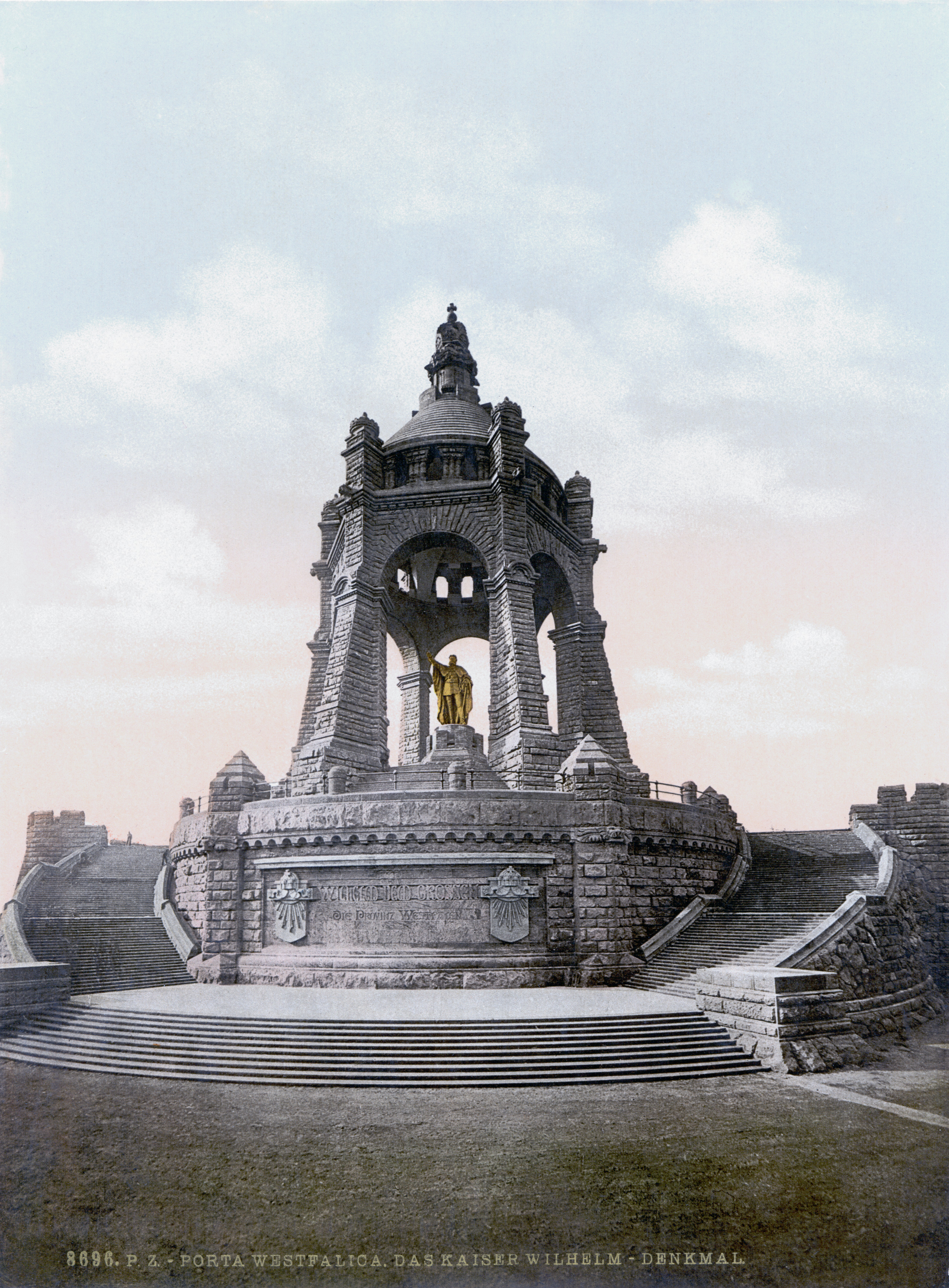
Het monument rond 1895
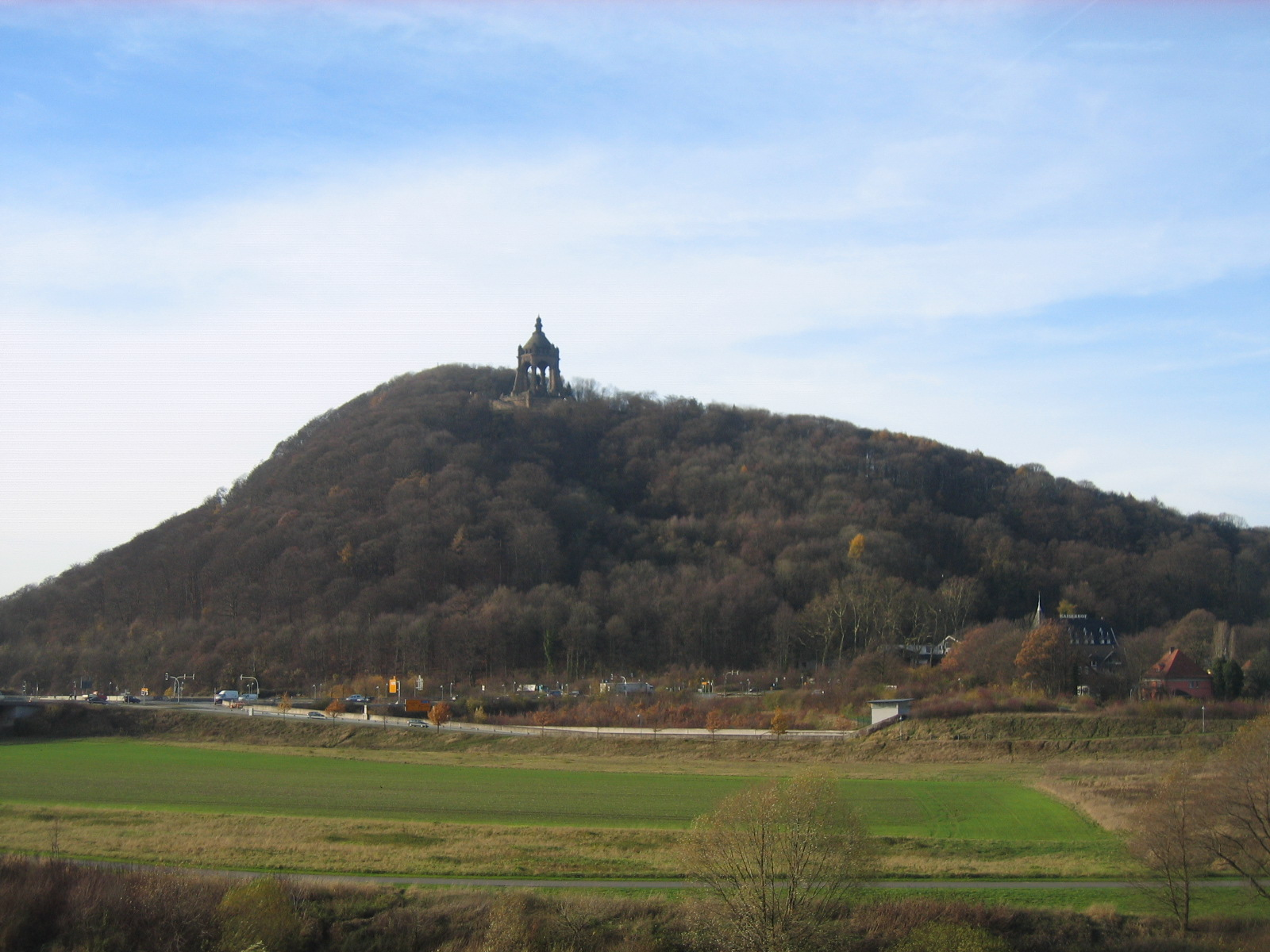
Zicht op de Wittekindsberg met het monument
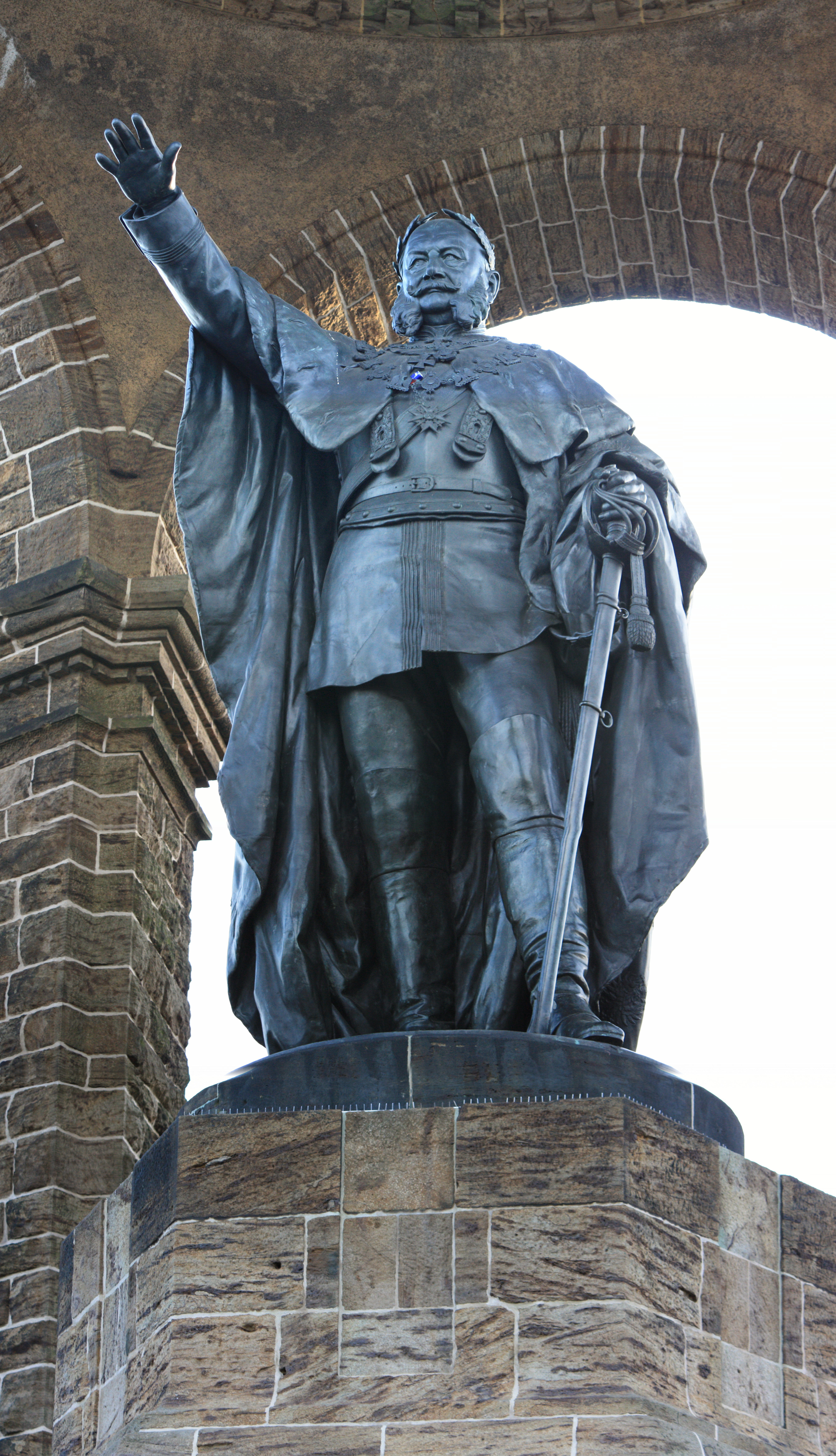
Het standbeeld van Wilhelm I